# Ропоча
Ропоча (словен. Ropoča) — поселення в общині Рогашовці, Помурський регіон, Словенія. Висота над рівнем моря: 318,2 м.